# Esko Rechardt
Esko Tapani Rechardt (* 9. května 1958 Helsinky) je bývalý finský reprezentant v jachtingu. Připravoval se v týmu Helsingfors Segelklubb v Lauttasaari. 
Na Letních olympijských hrách 1980 v Moskvě zvítězil v jednoposádkové třídě Finn a vybojoval tak pro Finsko vůbec první olympijské zlato v jachtařských soutěžích. Na Letních olympijských hrách 1984 v Los Angeles byl vlajkonošem finské výpravy a skončil ve třídě Finn na 14. místě. Pětkrát se stal mistrem Finska v jachtingu (1979, 1980, 1981, 1983 a 1984). S lodí Martela O.F. se zúčastnil závodu kolem světa The Ocean Race na přelomu let 1989 a 1990, který však nedokončil. Po ukončení aktivní kariéry působil jako trenér Finské jachtařské asociace. V roce 2009 mu bylo uděleno ocenění Pro Urheilu.
Vystudoval Helsinskou technickou univerzitu a stal se projektantem, za most spojující ostrov Korkeasaari s pevninou získal v roce 2005 cenu pro finskou stavbu roku.
Jachtařem je také jeho mladší bratr Lauri Rechardt, který startoval na olympiádě v roce 1988. 